# WOH G64
Désignations
WOH G64 est une hypergéante rouge située dans le Grand Nuage de Magellan. Faisant environ 1 540 fois le rayon du Soleil (soit 1 071 596 680 km), elle est l'une des plus grandes étoiles connues, ainsi que la plus grande du Grand Nuage de Magellan. Si elle était placée au centre du système solaire, WOH G64 engloutirait l'orbite de Jupiter.
Elle est entourée d'un nuage en forme de tore mesurant une année-lumière et d'une masse de 3 à 9 masses solaires.

## Propriétés
WOH G64 est classée en tant que supergéante rouge lumineuse de classe M. En 2007, les scientifiques ont montré que l'étoile avait une luminosité de 282 000 L☉, suggérant une masse initiale de 25 M☉ et un rayon d'environ 1730 R☉, fondé sur l'hypothèse d'une température effective de 3 200 K. En 2009, les scientifiques ont calculé une température effective de 3 400 ± 25 K. Avec cette nouvelle valeur de température, ils trouvent un rayon de 1540 R☉, mais avec une marge d'erreur de 5 %. L'étoile pourrait exploser en tant que supernova dans les 10 000 prochaines années.

## Étoile binaire
WOH G64 a un possible compagnon qui serait une étoile de type O de la séquence principale, d'une magnitude absolue de -7,5 et d'une luminosité de 100 000 L☉. Cela ferait de WOH G64 une étoile binaire, mais cette observation n'a pas été confirmée, les nuages de poussière rendant l'étude de l'étoile très difficile.

## Distance

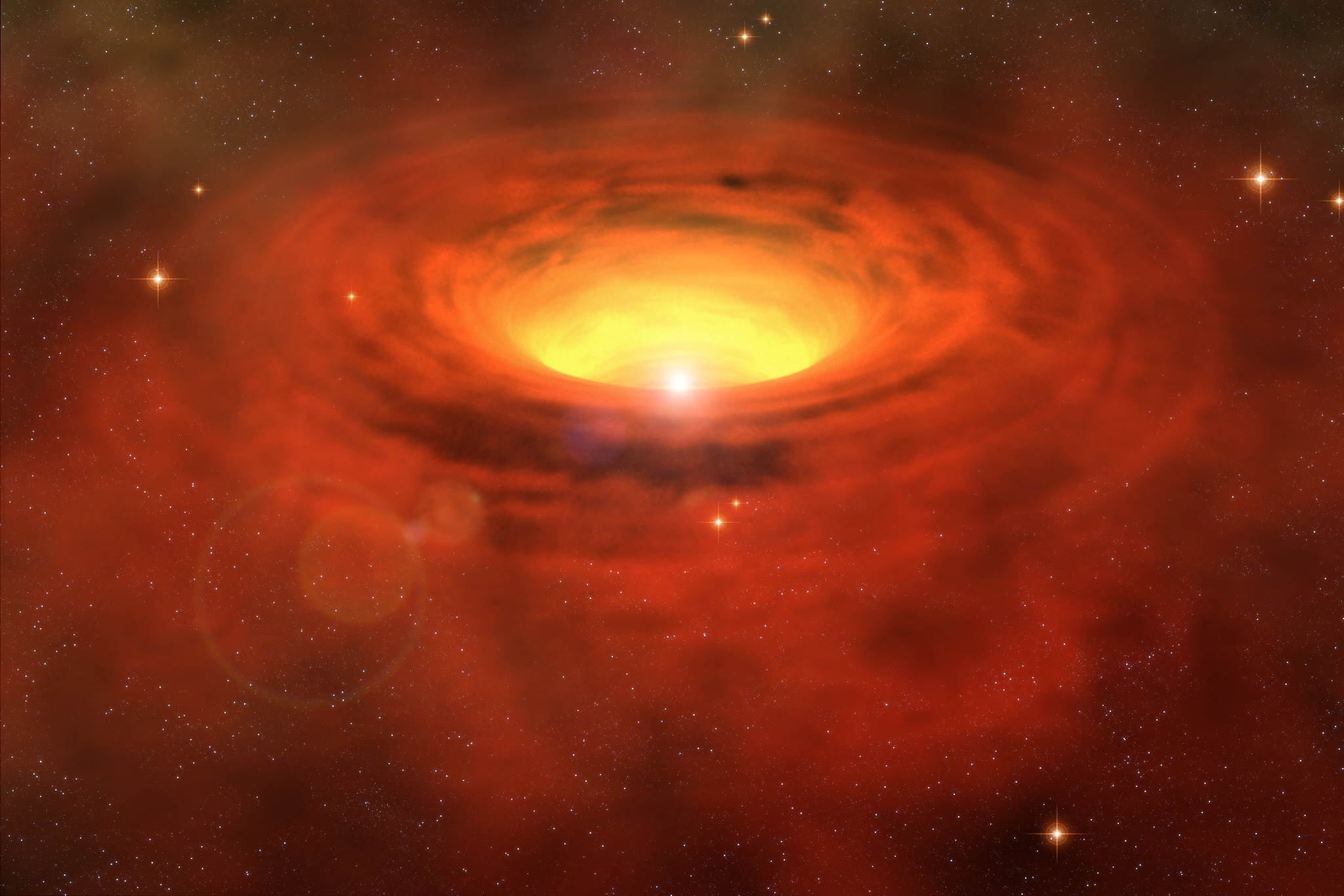
Vue d'artiste de WOH G64.

La distance de WOH G64 est estimée à environ 160 000 années-lumière de la Terre, car elle semble être située dans le Grand Nuage de Magellan.